# Pentium 4

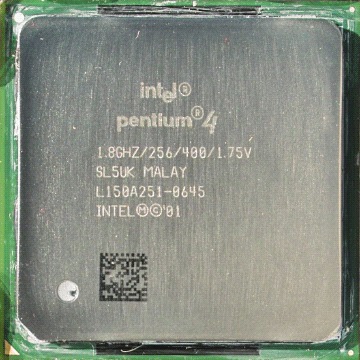
een 'Willamette' core Pentium 4-processor

De Pentium 4 is een microprocessor van de zevende generatie van fabrikant Intel, die gebruikmaakt van de X86-instructieset. De eerste versie werd in november 2000 uitgebracht met als codenaam "Willamette".
Bij het processorontwerp heeft Intel de "rekenkracht per klokpuls" (IPC, instructions per clock) ingeruild tegen hogere kloksnelheden. Het resultaat was dat de eerste chips wel een hogere kloksnelheid hadden (1,4 en 1,5 GHz) maar niet beter presteerden dan hun voorganger, de Pentium III.

## Northwood

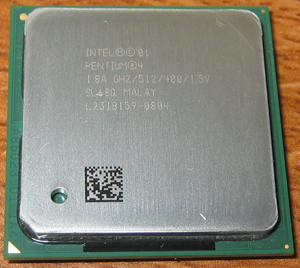
Een 'Northwood'-core Pentium 4-processor (P4A)

In januari 2002 introduceerde Intel de nieuwe kern onder de naam "Northwood". De hoeveelheid L2 cachegeheugen werd verdubbeld van 256 kB naar 512 kB. Door een nieuw 0,13 µm-productieproces kon de kloksnelheid verhoogd worden tot boven de 2 GHz. Hierdoor kon Intel concurreren met de nieuwe AMD Athlon XP-processor.

## Hyper-Threading
In november 2002 werd een nieuwe 3,06 GHz processor uitgebracht. Deze chip bevatte als eerste Hyper-Threading-technologie (HTT). Delen van de processor zijn hierbij dubbel uitgevoerd, waardoor de processor meerdere threads tegelijk kan uitvoeren en zich gedraagt als twee aparte processoren.
Slechts een klein deel van de architectuur is dubbel aanwezig. De rekeneenheden en de cache zijn niet verdubbeld; het is dus geen echte dualcore CPU. Door het gelijktijdig uitvoeren van de threads kan wel efficiënter gebruikgemaakt worden van de rekeneenheden. De snelheidswinst wordt geschat op 15-30 %.

## Prescott
In februari 2004 werd opnieuw een nieuwe kern gelanceerd, deze kreeg de naam "Prescott". De Prescott heeft een sterk gewijzigd ontwerp en het productieproces werd verkleind van 0,13 µm naar 90 nm. Hierdoor kon de nieuwe kern opnieuw hogere kloksnelheden aan.
Vanaf het begin kampte de Prescott met grote warmteproblemen; de nieuwe chips produceerden 60% meer warmte dan een vergelijkbare Northwood. Hierdoor heeft Intel besloten om de productie van een 4 GHz-processor te annuleren. Nieuwe ontwerpen zullen gebaseerd worden op de Pentium M.
Eind februari 2005 werd de 6-reeks van de Pentium 4 gelanceerd. Deze nieuweling krijgt een groter cache-geheugen en de EM64T-instructieset voor de ondersteuning van 64-bits software. De processoren werden uitgebracht als Pentium 620, 630, 640, 650, 660, 662, 670 en 672 (product code 80547) op frequenties tussen 2.8 GHz en 3.8 GHz. Deze 6-reeks is nog gebaseerd op de Prescott-kern, maar door de toevoeging van SpeedStep-technologie moet de hoge hitteproductie bestreden worden. Voor de ondersteuning van deze nieuwe processor zijn ook nieuwe chipsets uitgebracht, de 915- en 925-chipset.

## Cedar Mill
De laatste versie van de Pentium 4 was de Cedar Mill, gelanceerd op 5 januari 2006. Het was een rechtstreekse ontwikkeling van de Prescott met een verder verkleinde productieproces op 65 nm, zonder verdere extra features. Cedar Mill had een lagere warmte ontwikkeling dan Prescott, met een TDP van 86 W. De latere D0 stepping in 2006 reduceerde dit zelfs naar 65 watt. De Cedar Mill had een 31-staps pipeline (net zoals de Prescott), een 800 MHz FSB, EM64T en Hyper-Threading. Net zoals de laatste Prescotts had Cedar Mill ook een 2 MB L2 cache. De processoren werden uitgebracht als Pentium 631, 641, 651 en 661 (product code 80552) op frequencies tussen 3 GHz en 3.6 GHz. Overklokkers presteerden het om de 8 GHz te bereiken door middel van vloeibare stikstof koeling. De uitgebrachte exemplaren van de Cedar Mill hadden niet de beschikking over Virtualization Technology ondersteuning, hoewel dat wel in de bedoeling lag. De naam "Cedar Mill" verwijst naar Cedar Mill, Oregon, een buurtschap bij Intels Hillsboro-fabrieken.

## Extreme Edition
Als laatste editie van de single-core-processors van Intel, heeft deze een processor ontwikkeld met dezelfde naam als hun dual-core die deze op de markt gebracht hebben, namelijk 'Extreme Edition'. Het verschil zit hem uiteraard in de 'Pentium 4' die voor de single-core-processor staat. De processor heeft een productieproces van 90nm (130nm bij L3-cache-editie) en haalt snelheden van 3,20 tot 3,73 GHz met een front-side bus van 1066 MHz. De 90nm-editie bevat 2 MB L2-cachegeheugen, de 130nm-editie heeft dan weer 512kB L2-cache en 2MB L3-cache. Beide processors maken gebruik van de LGA775-socket. Deze Pentium 4 Extreme Edition maakt gebruik van Hyper-Threading, tegenover de Pentium Extreme Edition, die gebruikmaakt van zowel dual-core-technologie als hyperthreading.